# Portocannone
Portocannone (på arberesjiska Portkanuni) är en stad i provinsen Campobasso i regionen Molise, Italien. Kommunen hade 2 458 invånare (2018) och gränsar till kommunerna Campomarino, Guglionesi, San Martino in Pensilis och Termoli.[källa behövs]
Stadens invånare är mestadels arberesjer som invandrade till Italien från Albanien under medeltiden. Arberesjiska språket lever fortfarande i Portocannone.[källa behövs]